# 新皇

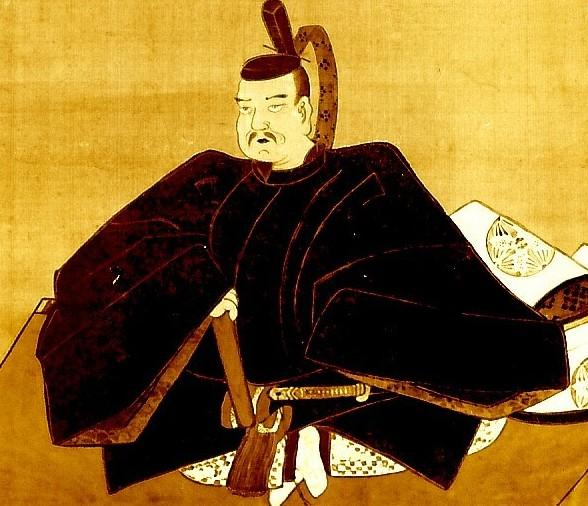
新皇・平将門

新皇（しんのう）は、天慶2年（939年）12月に平将門が「新しい天皇」の意で自称（僭称）した称号。以後、将門は平氏出身であることから「平新皇」と呼ばれたとされる。後世の書物等では訛って「平親王」とも呼ばれるが、これは誤称である。

## 経緯
平将門は、源護や伯父の平国香・平良兼ら一族との私闘を繰り返し、その延長とも言える合戦で常陸国府を蹂躙して公権を犯したため、図らずも朝廷に対する叛乱者となってしまう。将門は、側近の興世王の進言等もあって東国制覇に動き出し、下野国府や上野国府を占領し、上野国府にて四方の門の警備を固めて諸国の除目を発令した。その時、「八幡大菩薩の使い」を名乗る一人の巫女が現れ、「朕の位を蔭子平将門にお授けいたす。その位記は、左大臣正二位菅原道真の霊魂が捧げるところである。右の八幡大菩薩は、八万の軍を催して朕の位をお授けするであろう。今ただちに、三十二相楽を奏でて、早くこれをお迎え申し上げよ」と告げる。将門は位記を頭上にうやうやしく捧持って拝礼し、ここにおいて興世王と藤原玄茂らは贈り名を奏上、将門を名付けて「新皇」と称した。この将門の新皇僭称に際して、舎弟の平将平や小姓の伊和員経らは諫言するも聞き入れられなかった。
新皇を称した将門は、朱雀天皇を「本皇・本天皇」と呼んでおり、藤原忠平宛ての書状でも「伏して家系を思いめぐらせてみまするに、この将門はまぎれもなく桓武天皇の五代の孫に当たり、この為たとえ永久に日本の半分を領有したとしても、あながちその天運が自分に無いとは言えますまい」とあり、また除目も坂東諸国の国司の任命に止まっている事からも、その叛乱を合理化し東国支配の権威付けを意図としたもので、朝廷を討って全国支配を考えたものではなく「分国の王」程度のつもりであったと思われる。

## 新皇将門による諸国の除目と素性
- 下野守 - 平将頼　（将門舎弟）
- 上野守 - 多治経明（陣頭・常羽御厩別当）
- 常陸介 - 藤原玄茂（常陸掾）
- 上総介 - 興世王　（武蔵権守）
- 安房守 - 文屋好立（上兵）
- 相模守 - 平将文　（将門舎弟）
- 伊豆守 - 平将武　（将門舎弟）
- 下総守 - 平将為　（将門舎弟）

なお、天長3年（826年）9月、上総・常陸・上野の3か国は親王が太守（正四位下相当の勅任の官）として治める親王任国となったが、当時は既に太守は都に留まり赴任せず、代理に介が長官として派遣されていた。当然ながら「坂東王国」であるなら朝廷の慣習を踏襲する必要は全くなく、常陸守や上総守を任命すべきであるが、何故か介を任命している。ここでの常陸介および上総介は慣習上の長官という意味か、新皇直轄という意味か、将門記の記載のとおり朝廷には二心がなかったという意味なのかは不明である。その一方で上野については介ではなく守を任命しており、統一されていない。